# Суперкубок Словаччини з футболу 1997
Суперкубок Словаччини з футболу 1997 — 4-й розіграш турніру. Матч відбувся між чемпіоном Словаччини Кошице та володарем кубка Словаччини клубом Слован (Братислава). 
| Володар Суперкубка Словаччини 1997 |
| ---------------------------------- |
|                                    |
| Кошице Перший титул                |

## Матч

### Деталі
|  |

| Кошице | 5:0 | Слован (Братислава) |
| ------ | --- | ------------------- |
|        |     |                     |

| Штадіон под Зобором, Нітра |